# Lupércio (São Paulo)
Lupércio é um município brasileiro do estado de São Paulo. Sua população estimada em 2004 era de 4.306 habitantes. O município é formado pela sede e pelo distrito de Santa Terezinha.

## História
O Engenheiro Lupércio Fagundes, proprietário das terras da região, iniciou em 1926, a derrubada das matas, para formação de um núcleo populacional. No ano seguinte chegou Antônio Daun e, em 1934, deram início à demarcação da área onde foram doados lotes às novas famílias que aí se fixaram.
O progresso avançou em todos os setores, concretizando a fundação de Santo Inácio, primeiro nome, onde, em 1936, foi construída a igreja. Nesse ano o Patrimônio elevou-se a Distrito de Paz e, em 1941, Antônio Daun, auxiliado por outros moradores, construíram a Casa Paroquial, tendo sido criada a paróquia no mesmo ano.
Em 1944, o Distrito de Santo Inácio passou a denominar-se Lupércio, em homenagem a um de seus fundadores.

## Demografia
Dados do Censo - 2000
População total: 4.230
- Urbana: 2.109
- Rural: 2.121
- Homens: 2.130
- Mulheres: 2.100

Densidade demográfica (hab./km²): 27,29
Mortalidade infantil até 1 ano (por mil): 18,51
Expectativa de vida (anos): 69,87
Taxa de fecundidade (filhos por mulher): 2,74
Taxa de alfabetização: 83,39%
Índice de Desenvolvimento Humano (IDH-M): 0,736
- IDH-M Renda: 0,648
- IDH-M Longevidade: 0,748
- IDH-M Educação: 0,813

(Fonte: IPEADATA)

## Geografia
Localiza-se a uma latitude 22º24'54" sul e a uma longitude 49º49'02" oeste, estando a uma altitude de 661 metros. Possui uma área de 155,025 km². 

## Infraestrutura

### Comunicações
O sistema de telefones automáticos foi inaugurado na cidade em 1977 pela Telecomunicações de São Paulo (TELESP), que também implantou o sistema de discagem direta à distância (DDD) em 1988 com o código de área (0144). Anteriormente a cidade era atendida pela Companhia de Telecomunicações do Estado de São Paulo (COTESP).
Na década de 90 o código DDD da cidade foi alterado para (014), para padronização do sistema telefônico com a telefonia celular que estava sendo implantada em todo o estado.

## Religião
O Cristianismo se faz presente na cidade da seguinte forma:

### Igreja Católica
- A igreja faz parte da Diocese de Ourinhos.[11]

### Igrejas Evangélicas
Entre as igrejas protestantes históricas, pentecostais e neopentecostais, encontram-se na cidade:
- Assembleia de Deus Ministério do Belém.[14][15]
- Congregação Cristã no Brasil.[16]